# Justin Gaymon
Justin Gaymon (né le 13 décembre 1986) est un athlète américain, spécialiste du 400 mètres haies.

## Biographie
Crédité de 49 s 23 en 2007 en finale des championnats NCAA, il remporte en 49 s 50 la médaille d'or du 400 m haies des Championnats d'Amérique du Nord, d'Amérique centrale et des Caraïbes (NACAC) des moins de vingt-trois ans disputés en 2008 à Toluca. Alors junior, il se classe quatrième des sélections olympiques américaines de Eugene, échouant en 48 s 46 à 2/100 de seconde seulement d'Angelo Taylor, troisième de la course et qualifié pour les Jeux de Pékin. En 2009, il termine septième de la finale mondiale d'athlétisme, à Thessalonique.

### Records
| Épreuve     | Performance | Lieu           | Date                         |
| ----------- | ----------- | -------------- | ---------------------------- |
| 400 m       | 46 s 17     | Athens         | 19 avril 2008                |
| 400 m haies | 48 s 46     | Eugene Londres | 29 juin 2008 27 juillet 2013 |